# Wellington Paulista
Wellington Pereira do Nascimento, genannt Wellington Paulista, (* 22. April 1983 in São Paulo) ist ein ehemaliger brasilianischer Fußballspieler.

## Karriere

### Anfänge
Wellington Paulista begann in seiner Jugendzeit als Hallenfußballer beim Futsal. Hier wurde vom CA Juventus im Jahr 2001 entdeckt und unter Vertrag genommen. Durch beständig gute Leistungen fiel er wiederholt anderen Vereinen auf, so dass er 2006 auf Leihbasis zum Erstligaverein FC Santos kam. Von hier aus unternahm der Spieler 2007 seinen ersten Versuch sich in Europa zu etablieren. Der Deportivo Alavés aus Spanien kaufte den Spieler. Er konnte sich aber nicht ausreichend an die dortigen Verhältnisse anpassen und ging nach nur einer Saison wieder zurück nach Brasilien. Sein Ziel war Anfang 2008 der Botafogo FR in Rio de Janeiro. Hier unterschrieb er einen Vertrag über vier Jahre. Von Beginn an zeigte er dann wieder seine alten guten Leistungen.
Im Dezember 2008 wurde der Wechsel zum Cruzeiro EC aus Belo Horizonte bekannt. Zusammen mit seinem Sturmpartner Kléber erzielte er in der gesamten Saison 50 Tore (26 Tore Wellington und 24 Kleber). Am 5. April 2011 wurde die Ausleihe an die SE Palmeiras angekündigt. Er bekam hier aber nicht viele Einsätze und erhielt noch im Zuge der Meisterschaftsrunde die Freigabe zu Cruzeiro zurückzugehen. Hier entwickelte er sich wieder zum besten Torschützen des Vereins in der Saison.

### Leihe an West Ham und Rückkehr
Am 5. Januar 2013 wurde Wellington an West Ham United ausgeliehen. Am nächsten Tag reiste der Stürmer nach London zu seiner medizinischen Untersuchung. Ein paar Tagen nach seiner Ankunft in London, wurde der Spieler von der Popularität seines Namens in der Stadt überrascht. Sein Name wurde mit dem des Herzog von Wellington verglichen. Zur Eingewöhnung kam Wellington zunächst ins U-21-Team des Vereins (dort konnten bis zu drei Spieler über 21 Jahre an Spielen teilnehmen).
Nach drei Toren in den ersten drei Spielen für die Reservemannschaft, lehnte der Brasilianer das Angebot, mit der ersten Mannschaft für sechs Tage ins Trainingslager nach Dubai zufliegen, ab. Nach Angaben des Spielers sah er bessere Möglichkeiten zur Anpassung, indem er beim Reserveteam bliebe. Er kam dadurch zu keinen Einsätzen in der ersten Mannschaft des Vereins. Nach nur zwei Nominierungen für die Ersatzbank, wechselte Wellington im Sommer 2013 wieder zurück nach Brasilien. Hier wurde er direkt an den Criciúma EC ausgeliehen. Die Ausleihe bis Ende 2013 an war Bestandteil einer Vereinbarung zum Wechsels des Spielers Lucca zu Cruzeiro.

### Brasilien
Ende 2013 wurde der Wechsel des Spielers zum SC Internacional nach Porto Alegre bekannt. Er unterschrieb hier einen Vertrag für zwei Jahre. Nachdem er in seiner ersten Saison noch zu regelmäßigen Einsätzen gekommen war, wurde er 2015 an den Coritiba FC ausgeliehen. Noch in der laufenden Saison wechselte Wellington Paulista fest zum Fluminense FC.
Der Kontrakt bei Fluminense erhielt eine Laufzeit bis Ende 2017. Beim Klub aus Rio de Janeiro kam Wellington Paulista in der Saison 2015 zu regelmäßigen Einsätzen. Bereits im Folgejahr wurde er wieder ausgeliehen. Seine nächste Station wurde der AA Ponte Preta. Dieser lieh den Spieler für ein Jahr aus.  Hier bestritt er 2016 in verschiedenen offiziellen Wettbewerben 39 Spiele, in welchen er 10 Tore erzielte.
2017 kehrte er nicht zu Fluminense zurück, sondern wurde an den Chapecoense ausgeliehen. Nach der Saison wechselte der Spieler fest zu Chapecoense und unterzeichnete einen Vertrag über zwei Jahre bis Ende 2019.
Noch während der Austragung der Staatsmeisterschaften 2019 verließ Wellington Paulista Chapecoense. Er unterzeichnete Anfang März beim Fortaleza EC. Zur Saison 2022 wechselte er dann nach Belo Horizonte zu América Mineiro. Nach Beendigung der Série A 2022 im November, wurde sein Vertrag um ein weiteres Jahr verlängert. In der Série A 2023 belegte América am Saisonende im Dezember den 20. Platz und musste in die Série B 2024 absteigen. Wellington Paulista bestritt dabei zehn Spiele von 38 Spielen, stand in keinem in der Startelf und erzielte ein Tor. Er beendete dann seine aktive Laufbahn.

## Erfolge
Botafogo
- Taça Rio: 2008

Cruzeiro
- Staatsmeisterschaft von Minas Gerais: 2009, 2011

Internacional
- Staatsmeisterschaft von Rio Grande do Sul: 2014

Chapecoense
- Staatsmeisterschaft von Santa Catarina: 2017

Fortaleza
- Staatsmeisterschaft von Ceará: 2019, 2020, 2021
- Copa do Nordeste: 2019